# G-5型魚雷艇

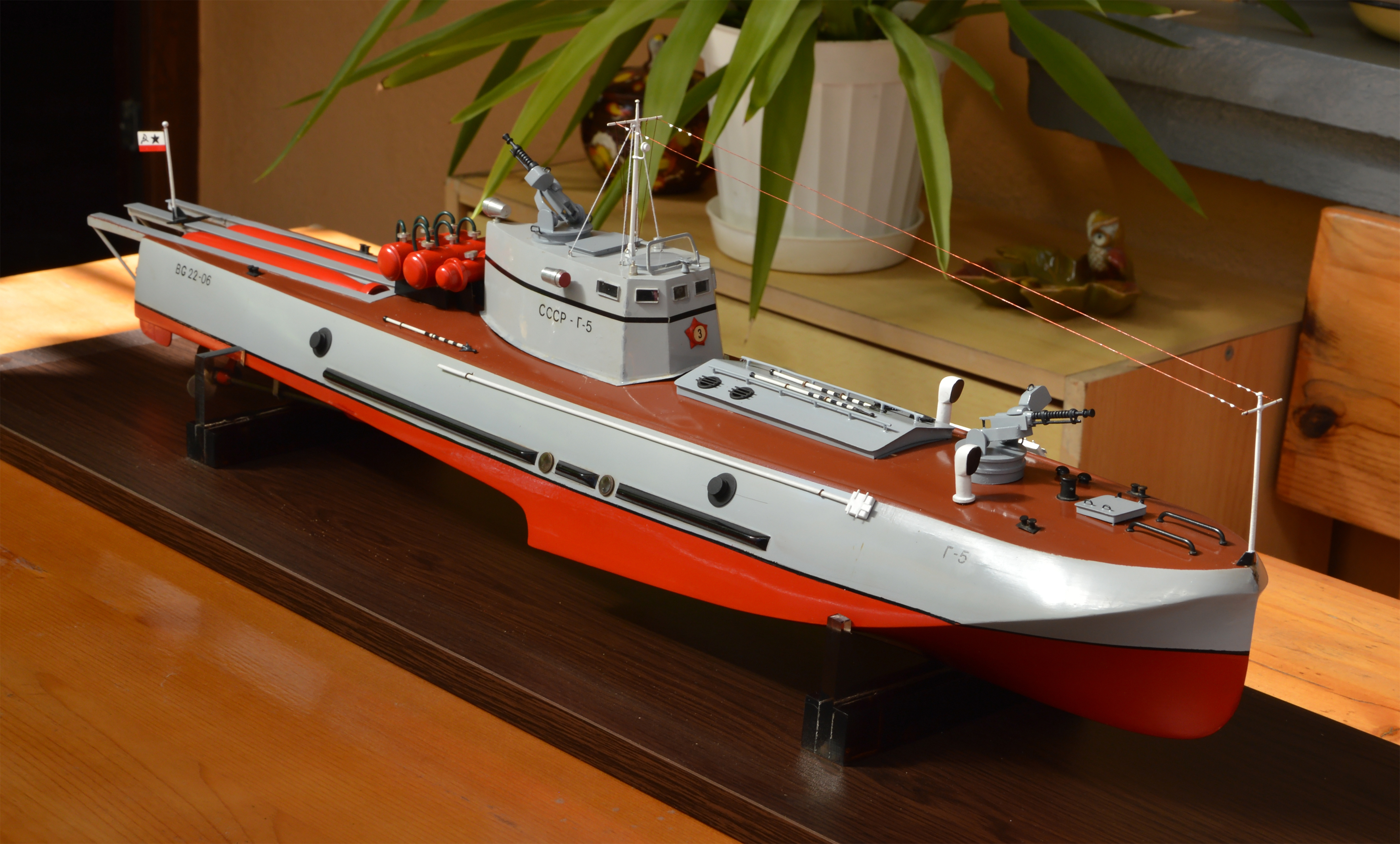
G-5型魚雷艇模型

G-5型魚雷艇是蘇聯海軍在第二次世界大戰期間的魚雷艇主力之一，G-5型魚雷艇起原自1928年蘇聯第一個五年計劃，蘇聯海軍以近海作戰並以支援陸軍作戰為主要任務，G-5型魚雷艇就是要合呼這個要求,其主設計師就是後來以設計轟炸機而聞名的圖波列夫。

## 基本資料
- 標準排水量:16.26噸
- 全長:19.1米
- 全闊:3.5米
- 全高:0.82米
- 最快速度:53節

G-5型魚雷艇線圖

- 動力:2部AM34汽油發動機（每部850匹馬力）
- 武裝:2條533毫米口徑魚雷+2挺12.7毫米口徑DShK重機槍
- 乘員數:7人

## 設計簡介
由於是由飛機工程師設計，故G-5型魚雷艇採用鋁合金製艇身和一個合呼流體力學的形狀，其外表看上去好像一艘浮在水上的潛艇，其最大的特點就是那兩枝魚雷是放在艇尾，當G-5型魚雷艇以高速接近敵船，再從艇尾放出魚雷，然後魚雷艇要立即轉彎

## 實戰
衛國戰爭期間，G-5型魚雷艇被用於除北冰洋以外的蘇聯領海，不單和德國海軍作戰還作為登陸艇和運輸船，有些G-5型魚雷艇還裝上一個小型的喀秋莎火箭炮作火力支援
1945年8月，蘇聯對日本宣戰，蘇聯太平洋艦隊的G-5型魚雷艇，支援蘇軍士兵攻佔日軍防守的南薩哈林斯克以及千島群島

## 使用國家
- 苏联
- 朝鮮民主主義人民共和國
- 芬兰
- 西班牙

## 外部連結
- 维基共享资源上的相關多媒體資源：G-5型魚雷艇
- G-5 Torpedo Boat （页面存档备份，存于）